# Aufbau Ost

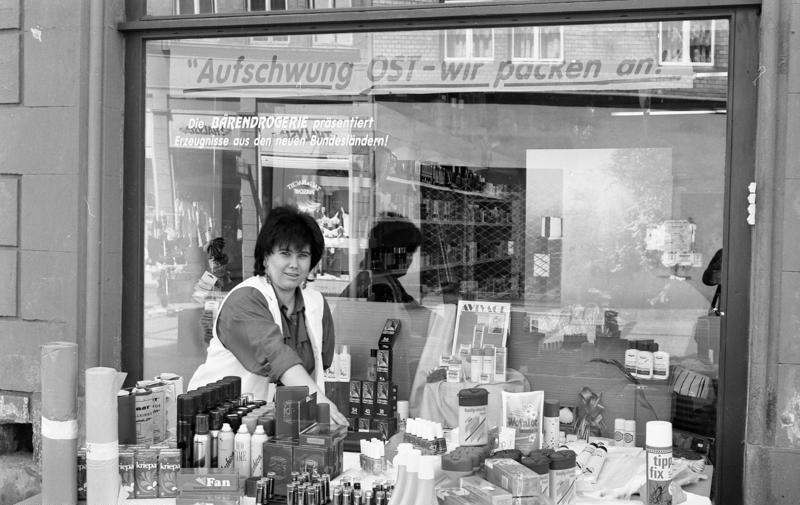
Schaufenster in Naumburg mit Slogan „Aufschwung Ost – wir packen an!“ (1991)

Aufbau Ost ist die verbreitete Bezeichnung für alle wirtschaftspolitischen Maßnahmen in Ostdeutschland seit 1990, die die wirtschaftlichen Lebensverhältnisse in den neuen Bundesländern an den Westen der Bundesrepublik Deutschland anpassen sollen.
Er soll als abgeschlossen gelten, wenn die Lebensbedingungen in Ostdeutschland auf Westniveau gestiegen sind. Nach einem raschen Aufholprozess in den 1990er-Jahren ist die Annäherung seit etwa 2000 weitgehend zum Stillstand gekommen und die Neuen Länder erreichen bei den wesentlichen wirtschaftlichen Indikatoren (etwa Lohnniveau, Bruttoinlandsprodukt usw.) zwischen 70 und 80 % des Westniveaus. Dazu kommen seit 2000 große Unterschiede in der Entwicklung von Wachstumsregionen wie Leipzig oder Berliner Umland und weiten Teilen des ländlichen Raumes, die mit zunehmenden Schrumpfungsprozessen auf verschiedenen Feldern konfrontiert sind. Als weitgehend geglückt gilt der Aufbau Ost dagegen vor allem in den Bereichen, die direkt dem staatlichen Zugriff unterliegen, etwa bei der Verkehrsinfrastruktur, im Städtebau, beim Umweltschutz (Altlastenbeseitigung, Bergbaufolgesanierung, Gewässerschutz etc.) oder bei Wissenschaft und Forschung.

## Zeitraum
Das Konzept des Aufbau Ost entwickelte sich im Zuge der Wiedervereinigung, als deutlich wurde, dass die Wirtschaft der DDR bzw. der  neuen Länder sanierungsbedürftig war. Obwohl Wirtschaftsforschungsinstitute der Meinung waren, dass eine abrupte Wirtschaftsunion die verbliebenen Betriebe behindern würde, wurde 1990 die Währungs-, Wirtschafts- und Sozialunion verabschiedet. Die ostdeutschen Lebensbedingungen und -chancen sollten nach der Wiedervereinigung rasch an westdeutsche Verhältnisse angeglichen werden. Die industrielle Warenproduktion ging bis Anfang 1991 um 70 % zurück. Die Maßnahmen des Aufbau Ost sollten die ostdeutsche Wirtschaft beleben, um eine drohende massive Abwanderung nach Westdeutschland zu verhindern. Die Durchführung sollte von den Landesregierungen der neuen Bundesländer koordiniert werden; sie erhielten dazu vom Bund und von den westlichen Bundesländern aus dem Fonds Deutsche Einheit und aus den beiden Solidarpakten Mittel für den Aufbau einer selbsttragenden Wirtschaft. Am 8. März 1991 beschloss das Kabinett Kohl das „Gemeinschaftswerk Aufschwung Ost“, das insgesamt 24 Milliarden Mark für die Jahre 1991 und 1992 umfasste. Die Finanzierung des Aufbaus Ost mit Hilfe eigens ausgewiesener Haushaltsansätze endete mit dem Auslaufen des Solidarpakts II am 31. Dezember 2019.

## Einheitsbedingte Kosten
Als rasch überholt erwiesen sich die anfänglichen Vorstellungen zu den Kosten der deutschen Einheit. Als neue Finanzierungsquelle wurde daher ein – zunächst befristeter – Solidaritätszuschlag auf die Einkommensteuer erhoben. Außerdem wurde die Mineralölsteuer zum 1. Juli 1991 um 22 Pfennig (gut 11 Eurocent) je Liter Benzin erhöht; durch die zusätzlich anfallende Mehrwertsteuer betrug die tatsächliche Erhöhung rund 25 Pfennig (knapp 13 Eurocent).
Für die einheitsbedingten Kosten liegen die Schätzungen zwischen 250 Milliarden ostspezifischer Transferleistungen (Aussage des ehemaligen für den Aufbau Ost zuständigen Bundesministers Manfred Stolpe) bis hin zu 1,2 Billionen Euro (Aussage des Zeithistorikers Klaus Schroeder). Schon die Bonner Republik hatte an die DDR jährlich 1,5 Milliarden DM für die Unterhaltung von Transitstrecken nach Berlin gezahlt, 1983 einen nie beglichenen Milliardenkredit gewährt und Mittel für den Freikauf politischer Gefangener aufgebracht. Im Nachhinein tauchte eine geheime Nachricht an Egon Krenz auf, dass die Existenz der DDR schon seit den 1970er Jahren von diesen Zahlungen abhängig gewesen sei.
Die unterschiedlichen Quellen und Zahlungswege (Steuereinnahmen, Kapital- und sonstige Besitzerträge des Bundes, Transferleistungen des Länderfinanzausgleiches usw.) sowie die ökonomischen Auswirkungen für Bund und Länder durch demographisch-wirtschaftliche Entwicklungen (besonders durch Westmigration nach der Grenzöffnung) lassen eine genaue Angabe der Gesamtaufwendungen nicht zu.
Die Angaben über die für den Wiederaufbau aufgewendeten Summen schwanken, denn es ist strittig, welche Posten direkt der Wiedervereinigung zugerechnet werden können. Lediglich die 82 Milliarden Mark aus dem Fonds Deutsche Einheit können klar zugeordnet werden. Schon über die Kosten für die Währungs-, Wirtschafts- und Sozialunion, bei der aus 198 Milliarden Mark der DDR 120 Milliarden Deutsche Mark wurden, lässt sich wegen der verschiedenen Umstellungskurse kein genauer Zahlenwert ermitteln.

## Wirtschaftliche Probleme und mögliche Ursachen

### Wirtschaftliche Entwicklung
Der weitgehende Zusammenbruch der ostdeutschen Industrie und die anhaltenden Strukturprobleme in diesem Bereich gehören zu den Schattenseiten der deutschen Vereinigung. Im industriellen Sektor Ostdeutschlands gingen gegenüber 1988 zwischenzeitlich etwa 83 % der Beschäftigungsverhältnisse verloren. Damit blieb die wirtschaftliche Entwicklung Ostdeutschlands auch im Vergleich mit anderen Transformationsökonomien (wie bspw. Tschechien, Polen oder Ungarn) hinter den Erwartungen zurück. Die überalterten Produktionsanlagen der ostdeutschen Betriebe, denen es zur technischen Modernisierung an Investitionsmitteln fehlte, und die unproduktive personalintensive Fertigung zu DDR-Zeiten erwiesen sich als Probleme, die im deutschen Einigungsprozess deutlich sichtbar wurden.
Ein großes Problem stellte in der Umstellungsphase zudem das Auseinanderfallen des Ostblocks und seiner Wirtschaftsorganisation RGW insgesamt dar. Wichtigster Handelspartner für die DDR-Wirtschaft war bis 1989 die UdSSR. Nach der Einführung der Deutschen Mark in der DDR und insbesondere nach dem Zusammenbruch der Sowjetunion schwand dieser Markt jedoch vollkommen, weil auch die vormaligen RGW-Mitglieder nun den zwischenstaatlichen Handel nicht mehr mit Transferrubeln, sondern mit am Weltmarkt zu erwirtschaftenden Devisen abwickelten.
Die Wettbewerbsfähigkeit der ostdeutschen Wirtschaft wurde auch durch den politisch motivierten, weil von der ostdeutschen Bevölkerung geforderten Umstellungskurs im Rahmen der Währungsunion geschwächt. Neben einem altersabhängigen Sockelbetrag (zwischen 2000 und 6000 DDR-Mark), welcher 1:1 umgetauscht wurde, lag der Umstellungskurs bei 1:2 (d. h. 1 Deutsche Mark zu 2 Mark der DDR). Ein realer Wechselkurs bestand durch die fehlende Konvertibilität der DDR-Mark nicht, die Kurse am grauen Markt schwankten aber in der Bandbreite 1:6 bis 1:9 (bei den Banken in der DDR). Die Schulden der Firmen wurden mit 1:2 umgerechnet, obwohl wertmaßstäblich allenfalls ein Kurs von 1:4 zu rechtfertigen gewesen wäre. Er sorgte dafür, dass die Kosten für Arbeit in Ostdeutschland noch vor der staatlichen Einheit derart explodierten, dass die Konkurrenzfähigkeit der meisten Betriebe empfindlich beeinträchtigt wurde.
Die Betriebsstätten der Kombinate, zu denen fast alle Betriebe zählten, waren häufig standörtlich stark zerrissen; zugleich waren Gebäude und Produktionsanlagen verschlissen und nicht mehr zeitgemäß. Der Strukturwandel bewirkte die Entflechtung der Großkombinate, die Umwandlung in Mittel- und Kleinbetriebe und die Stilllegung vieler Produktionsstätten. Verantwortlich für die Privatisierung war die Treuhandanstalt. Obgleich die Unternehmen aus der Bundesrepublik meist kein Interesse daran hatten, Betriebe zu übernehmen oder weiterzuführen, gelangten fast sämtliche größeren und mittleren Betriebe der alten DDR in westdeutsches Eigentum. Die leeren ökonomischen Versprechungen waren für viele ostdeutsche Bürger „eine schwere Enttäuschung – und für manche eine Demütigung“.
Der Arbeitsplatzabbau war enorm. Die offizielle Arbeitslosenquote spiegelt die Realität dieser Zeit nicht wider, da Arbeiter in „Kurzarbeit-Null-Stunden“, der „Warteschleife“, in Arbeitsbeschaffungsmaßnahmen und im Vorruhestand nicht als Arbeitslose in die Statistik eingingen. Zum Beispiel führte die Einbindung der Landwirtschaft in die Agrarpolitik der Europäischen Union zur Stilllegung von landwirtschaftlicher Nutzfläche. In vielen Dörfern und Städten entstanden mit der Stilllegung von Betrieben Industriebrachen. Dies wurde Deindustrialisierung genannt, obwohl dieser Begriff prinzipiell eine Weiterentwicklung, eine Tertiarisierung zur Dienstleistungsgesellschaft, nicht ausschließt. In einigen Regionen brachen ganze Wirtschaftszweige weg, da diese unter marktwirtschaftlichen Bedingungen gegenüber der Konkurrenz nicht mithalten konnten – zu hoher Aufwand an Arbeitskräften und gleichzeitige Produktion von Erzeugnissen, die zu nicht konkurrenzfähigen Preisen und mit veralteten Maschinen hergestellt wurden. Dies führte dazu, dass u. a. die lange ostdeutsche Tradition des Erzbergbaus 1991 beendet wurde.
Für die arbeitslos gewordenen Menschen gab es danach kaum mehr Beschäftigungsalternativen, da neue Investitionen nicht ausreichend neue Arbeitsplätze schufen. Der mit diesen Gründen einhergehende Zusammenbruch der alten DDR-Wirtschaft führte zu einem Migrationsprozess von historischen Ausmaßen. Allein von 1990 bis 1991 kehrten zwei Millionen Ostdeutsche ihrer Heimat den Rücken und wanderten auf der Suche nach Arbeit in die alten Bundesländer aus. Andererseits gaben die Behörden 1991 zusätzlich sogenannte 19-a-Transport-Genehmigungen für den Güterfernverkehr heraus, um die anhaltende Güternachfrage im Osten Deutschlands besser abzudecken, die vielfach auf einem Nachholbedarf bei der Ausstattung der ostdeutschen Haushalte beruhte.
Die Illusion, dass binnen vier Jahren die wirtschaftliche Landschaft erblühen werde und dass die Deutschen im Osten bis dahin die gleichen Löhne und Gehälter erzielen würden wie die Deutschen im Westen, ist laut Helmut Schmidt bereits 1992 von der Wirklichkeit eingeholt und als unhaltbar entlarvt worden.

### Anpassung des Lohnniveaus
Der Aufbau Ost war alles in allem durchaus erfolgreich, wenn man nicht die Anfang der 90er Jahre geschürten übertriebenen Anfangserwartungen zu Grunde legt. Das nominale Bruttoinlandsprodukt je Einwohner (Ostdeutschland einschließlich Berlin) konnte von gut 42 % (1991) innerhalb von sieben Jahren auf 65 % gesteigert werden. Vergleichbare Zahlen liegen bei der Infrastrukturausstattung vor. Die Anpassung der Einkommensverhältnisse hat sich fortgesetzt. Erreichte die durchschnittliche Bruttolohn- und Gehaltssumme pro Monat 1991 erst 48 % der Westdeutschen, so belief sich diese im Jahr 1998 bereits auf 78 %. Unter Berücksichtigung der geleisteten Steuerzahlungen und empfangenen Transferleistungen erreichten die ostdeutschen Haushalte im Jahr 1998 bereits 87 % des Westniveaus. Die Einkommensunterschiede waren jedoch auch 20 Jahre nach der Wiedervereinigung nicht abgebaut. Nach einer Studie der Hans-Böckler-Stiftung lagen die Gehaltsunterschiede im Jahr 2011 im Durchschnitt immer noch bei 17 Prozent.

### Nationalökonomische Gründe: Lohnentwicklung vs. Produktivität
Als Grund für die anhaltende Verlangsamung des wirtschaftlichen Aufschwungs wird von einigen Ökonomen die Lohnentwicklung in der ostdeutschen Industrie genannt. So waren dort die Löhne als Folge der sogenannten Stellvertreterverhandlungen, in denen westdeutsche Gewerkschaften und Arbeitgeberverbände die Löhne im Osten verhandelten, schneller gestiegen als die Produktivität. Diese betrug 1995 nach Angaben des Instituts für Wirtschaftsforschung Halle bei allen Unternehmen in Ostdeutschland nur 54 % im Vergleich zu Westdeutschland (errechnet aus der Bruttowertschöpfung je Erwerbstätigen). Dies führte zu einer Verschlechterung der Wettbewerbsfähigkeit der noch existierenden Industrie, von der ein Großteil unterging, und langfristig zur Investitionszurückhaltung westdeutscher und ausländischer Unternehmen. Aber auch die schnelle Umstellung auf die Marktwirtschaft überforderte die Firmen.

### Industriesoziologische Gründe: Ökonomische Eliten und ihre Unternehmenspolitiken
Neben Erklärungen auf Systemebene, die die falschen Weichenstellungen der wirtschaftlichen Vereinigung unterstreichen und insbesondere die Währungsunion unter ihren verbraucherfreundlichen bzw. unternehmensschädigenden Vorzeichen (Umtauschkurs) verantwortlich machen, dominieren Erklärungen auf Akteursebene. Dort wurden teilweise fachliche Defizite, Mentalität und Traditionsverhaftetheit ostdeutscher Manager und Belegschaften als Hindernisse industrieller Konsolidierung vermutet.
Aus industriesoziologischer Perspektive bestanden schon zu Beginn des «Aufbau Ost» auf Systemebene spezifische Modernisierungskonstellationen, die den Pfad der weiteren Entwicklung vorzeichneten. Die Richtung des industriellen Entwicklungspfades wurde dabei maßgeblich von der abrupten Ausdehnung der Marktwirtschaft, der Orientierung am Modell des rheinischen Kapitalismus sowie durch technokratische Leitbilder von Entwicklung geformt. Kulturelle Traditionen wurden im Zuge des sozialen Wandels vereinseitigt und teilweise abgeschnitten. Dafür zeichnete vor allem der vergleichsweise radikale Austausch der bisherigen Nomenklatura verantwortlich, die durch westdeutsche oder ausländische Manager, aber auch durch neue ostdeutsche Eliten ersetzt wurde.
Auf der Zwischenebene der Unternehmenspolitiken dominierten nach der Vereinigung technizistische Deutungen ökonomischer Probleme. Die großteils naturwissenschaftlichen oder technischen Bildungsabschlüsse ostdeutscher Manager begründeten eine spezifische „Ingenieurskultur“ auf Akteursebene, die technologischen Problembewältigungen den Vorrang vor organisatorischen oder marktökonomischen Bewältigungsstrategien einräumte. Die neue ökonomische Elite operierte unter der Prämisse, die Funktionsweise der Marktwirtschaft bereits verstanden zu haben; es ging ihr primär darum, auch technologisch mit dem Westen gleichzuziehen.
Im Falle eines Scheiterns, so die Logik dieses Denkmodells, war man eben technisch noch nicht gut genug gewesen. Industriepolitisch wurde eine solche Sichtweise durch regionale Subventionen für innovative Produktentwicklungen verstärkt. Komplizierte strategische Überlegungen, insbesondere eine etwaige Neupositionierung der Unternehmen in globalen Warenketten, wurden durch die Orientierung am westdeutschen Produktionsmodell blockiert:

„In direkter Abhängigkeit von der westdeutschen Ökonomie konnte der Neueinstieg mit avancierten, aber noch namenlosen High-Tech-Produkten nicht gelingen. Der Markteintritt scheiterte oft auch am selbstverständlichen Missachten einer Akkulturationsproblematik, am Umgang mit der Undurchsichtigkeit der nationalen und internationalen Märkte. Ihre technizistische Deutung wurde marktökonomisch nicht belohnt. Erst auf dieser Basis lässt sich erklären, warum die schlagartige ‚Entwurzelung‘ der ostdeutschen Produzenten zu Entwicklungshemnissen führte, welche die Strukturkrise der ostdeutschen Wirtschaft andauern ließ. Dazu trug auch die aufrechterhaltene Fiktion einer möglichen Angleichung durch Nachahmung des Westens bei.“

### Transferleistungen als Ausweg aus der Krise?

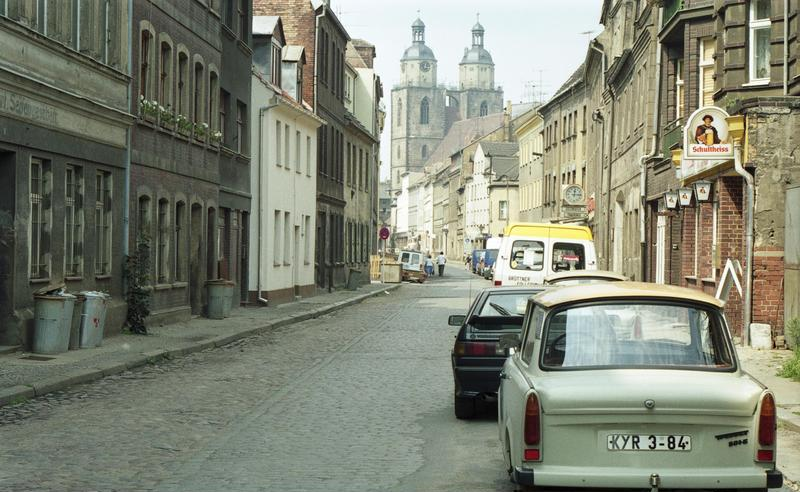
Typischer Zustand der Städte in der DDR zur Zeit der Wiedervereinigung; hier Wittenberg 1991.

Die Transferleistungen bzw. die Kosten für den Aufbau Ost sollten nun vom Solidaritätszuschlag und vom Solidarpakt getragen werden. Der Solidaritätszuschlag („Soli“) wird auf Einkommen- wie Körperschaftsteuer erhoben, ist eine reine Bundessteuer und beträgt seit 1998 5,5 %. Da er aber nicht zweckgebunden ist, wurde er auch für andere Ausgaben des Bundes verwendet. Der Solidarpakt aber, als Solidarpakt I (1995 bis 2004), war eine Erweiterung des Länderfinanzausgleichs, in dem ostdeutschen Ländern zusätzlich aus dem Fonds Deutsche Einheit Finanzleistungen zukamen; die Erweiterung Solidarpakt II (2004 bis 2019) unterstützt darüber hinaus im zweiten Korb auch strukturschwache Regionen der alten Bundesländer.
Auch der von (allen) deutschen Steuerzahlern (ab einer bestimmten Höhe der Einkommenssteuerzahlung) zu entrichtende Solidaritätszuschlag sorgte für Unfrieden zwischen Ost- und Westdeutschen. Wie das Emnid-Institut im September 2004 ermittelte, empfand jeder zweite Westdeutsche die jährlichen Zahlungen für den Osten als zu hoch, teils in Unkenntnis darüber, dass der „Soli“ auch in Ostdeutschland entrichtet werden muss.
Uwe Müller nannte die Entwicklung 2006 einen Supergau Deutsche Einheit (Buchtitel), ihm wurde aber einseitige Beweisführung vorgeworfen, die Bundeszentrale für politische Bildung schreibt ausgewogener:

„Der bisher erreichte Integrationsstand wird sehr kontrovers beurteilt, im Ausland tendenziell positiver als in D. Im Hinblick auf die Zukunft reicht die Palette von sehr positiven Einschätzungen bis zu der Befürchtung, das starke innerdeutsche West-Ost-Gefälle werde sich trotz oder gar wegen der erheblichen Transfers verfestigen, und in Ostdeutschland könne sich ein neues Mezzogiorno herausbilden.“

Wenn sich nichts ändere, meinte Altbundeskanzler Helmut Schmidt 2005, „bekommen wir in der früheren DDR einen gemäßigten Mezzogiorno ohne Mafia“.
Uwe Müller nannte folgende Gründe für die größer werdende Krise in den neuen Bundesländern:
- Durch die Wirtschafts- und Währungsunion seien die ostdeutschen Betriebe unvorbereitet in den gesamtdeutschen und auch in den globalen Wettbewerb gestürzt worden.
- Die Fördermittel würden, ausgenommen die bundeseigenen Strukturen wie Eisenbahn- und Autobahnnetz, direkt den Landesregierungen zugeteilt, auch im Solidarpakt II gebe es keine Möglichkeit für den Bund oder andere Länder, die einzelnen Verwendungen zu überprüfen. Ein Großteil der Summe gehe dabei nicht in den Ausbau, sondern in Luxus und Konsum (etwa Freizeitparks in strukturschwachen Gebieten statt Strukturausbau).
- Die Politik gewähre den (in der Leitung westlich besetzten) Gewerkschaften Westlöhne, um einen Konflikt mit ihnen zu vermeiden, obwohl die Ostlöhne der einzige Standortvorteil der ostdeutschen Wirtschaft in ihrer Absatzarmut und Strukturschwäche wären.

Bei der Verschwendung der Mittel ist noch nicht eingerechnet, welche Kosten nicht sinnvolle Ausgaben wie der Bau z. B. von fünf noch immer unausgelasteten Flughäfen im bevölkerungsarmen Mecklenburg verursacht hat. Der größte Teil versickerte sogar in den Haushaltslöchern: in nur 15 Jahren erreichten die neuen die Verschuldung der sechzig Jahre alten Bundesländer, und das bei einer viel geringeren Produktivität. Mit großem Abstand am schlechtesten stand es zeitweise um den Haushalt des Landes Berlin, das 2006 mit einer Verfassungsklage versuchte, den Bund zur Sanierung des Landeshaushaltes zu zwingen. Die Klage wurde abgelehnt, da noch nicht alle Sanierungsmaßnahmen ergriffen worden seien. Weiter stellten die Verfassungsrichter fest, dass der Bund erst dann ein Land sanieren muss, wenn dessen Notstand die ganze Bundesrepublik bedroht, vor allem, weil Länder über mehrere Jahre schwere Fehlentscheidungen getroffen haben müssen, um einen Notstand zu erreichen. Dieses Urteil traf auch Bremen und das Saarland.

## Folgeentwicklungen und Jahresberichte zum Stand der deutschen Einheit
Von 1995 an stand der „Aufbau Ost“ genannte Prozess unter veränderten Vorzeichen. Auf die Umbenennung der Treuhandanstalt und das Ende des Fonds Deutsche Einheit (Volumen: 82 Milliarden D-Mark) folgte der Solidarpakt, seit 2004 Solidarpakt I genannt.
Über die Entwicklung wurden Jahresberichte veröffentlicht.
Im September 2008 veröffentlichte der damalige Beauftragte der Bundesregierung für die neuen Bundesländer, Bundesverkehrsminister Wolfgang Tiefensee, den Jahresbericht mit dem besonders positiven Rückgang der Arbeitslosigkeit von 18 auf 12 Prozent. Nach wie vor liege das Wirtschaftswachstum über dem Bundesdurchschnitt. Damit steige die gesamtwirtschaftliche Leistung auf 70 % des Westniveaus. Trotz alledem herrsche ein Gefühl der Zweitklassigkeit vor, das auf eine sich verfestigende Zahl von Langzeitarbeitslosen, die niedrigeren Ostlöhne und Rentenprobleme zurückzuführen sei. Besorgniserregend und zu wenig thematisiert sei der Bevölkerungsschwund, der vor allem junge Leute und Fachkräfte –  und damit teilweise bis 25 % der Bevölkerung – abwandern lasse.
Im Jahr 2015 lagen nach den Zahlen der Deutschen Rentenversicherung Bund die „Renten wegen Alters“ bei durchschnittlich 787 Euro im Westen und 964 Euro im Osten, wobei die Frauen im Osten 846 Euro, die West-Frauen 580 Euro erhielten. Für die Männer galten die Zahlen 1124 Euro im Osten, 1040 Euro im Westen.

## Wirtschaftsforschungsinstitute-Gutachten 2011
Im Februar 2012 kritisierte die NRW-Ministerpräsidentin Hannelore Kraft das System. Sie fordert die Bundesregierung auf, eine seit einem Jahr unter Verschluss gehaltene Studie zum Aufbau Ost unverzüglich zu veröffentlichen und zügig Konsequenzen zu ziehen. „NRW ist auch weiter zur Solidarität bereit, doch wenn das Gutachten zu dem Urteil kommt, dass nun alle strukturschwachen Regionen in Deutschland in gleicher Weise behandelt werden müssen, muss das Konsequenzen haben“. Zugleich forderte sie zusätzliche Hilfen für strukturschwache Regionen im Westen aus den Förderprogrammen des Bundes: „Nun ist erst einmal Westdeutschland dran“. Die Studie war vom Bundesinnenministerium in Auftrag gegeben worden; Auftragnehmer waren sechs Wirtschaftsforschungsinstitute unter Federführung des Instituts für Wirtschaftsforschung Halle. Sie kamen zu dem Schluss, der Angleichungsprozess in den neuen Ländern sei trotz immer weiter fließender Hilfen „längst zum Stillstand gekommen“.
Das Deutsche Institut für Wirtschaftsforschung und das Ifo-Institut sprachen sich in einem Sondervotum gegen die Subventionierung des Ostens aus. „DIW und Ifo sind nicht der Auffassung, dass der Staat mit Subventionen in die Entscheidung von Unternehmen eingreifen sollte. Bei einer solchen Subventionierung besteht zudem die Gefahr, dass es nur zu Verlagerungen von Funktionen aus anderen Standorten kommt.“

## Ostdeutsche Konsummarken und Handelsprodukte

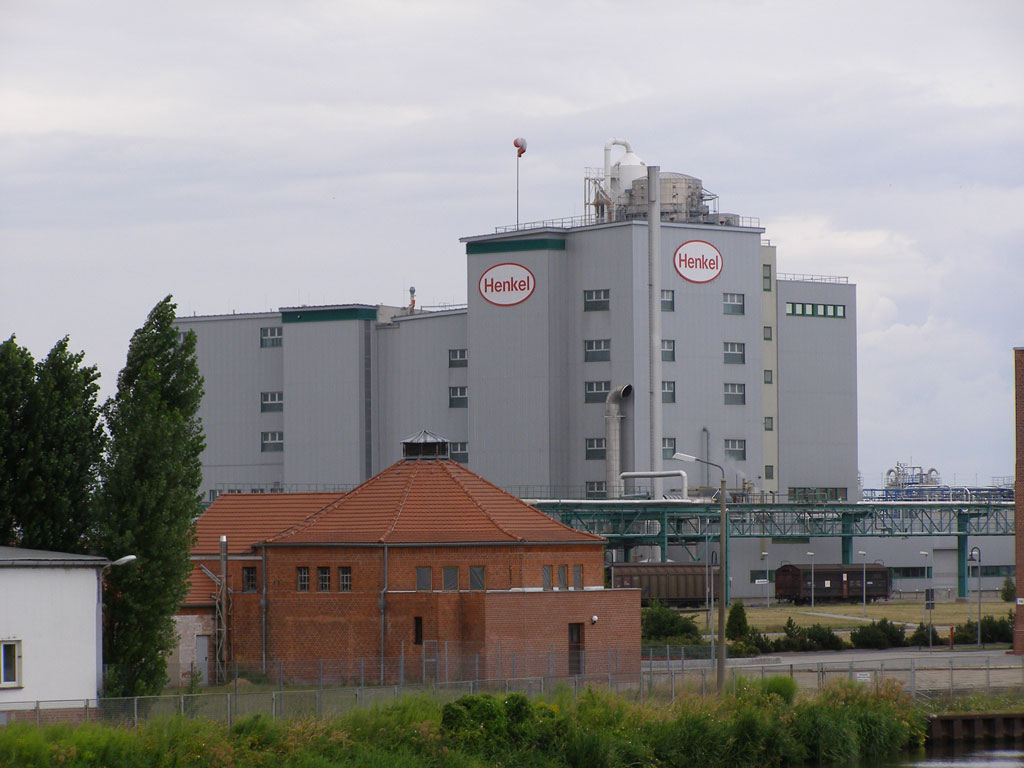
In Genthin, Aufnahme von 2006, produzierte Henkel von 1990 bis Ende der 2000er Jahre das in der DDR marktführende Waschmittel Spee, danach trennte sich Henkel von der Produktionsstätte und verlagerte die Herstellung nach Düsseldorf.

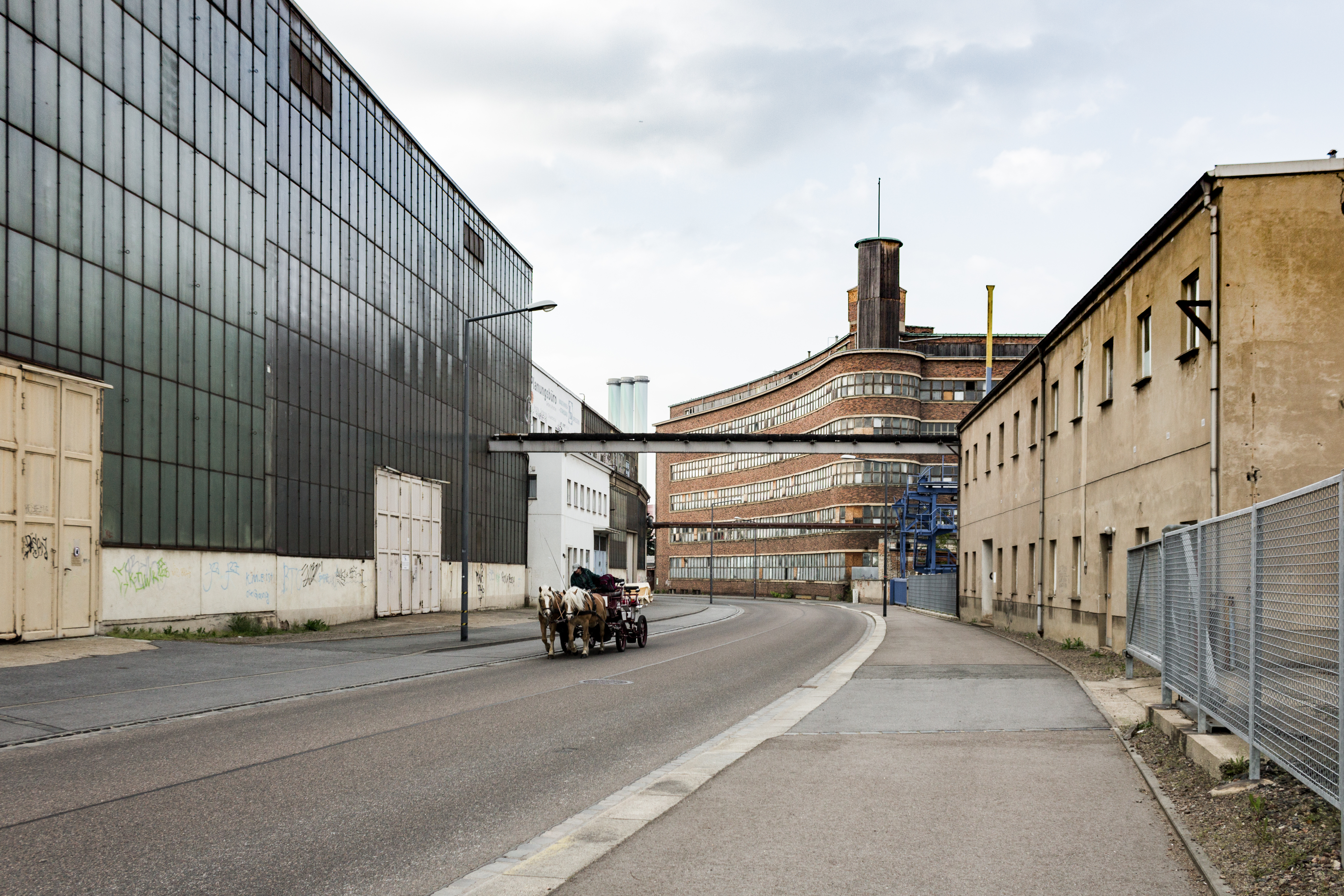
Auch an den Konsumgenossenschaften zeigte sich, dass die DDR-Strukturen den „westlichen“ Produzenten sowie dem „westlichen“ Einzelhandel unterlegen waren, hier die leerstehende Zentrale des ehem. Konsumvereins „Vorwärts“, Dresden 2017.

Hersteller der in der DDR bestehenden Konsummarken wie Germina für Sportgeräte, Sonja für Margarine oder Foron für Kühlschränke sowie Herstellerverbände wie RFT als auch Einzelhandelsunternehmen wie Konsum und Handelsorganisation blickten nach dem Einzug der „westlichen“ Konkurrenz ab 1990 auf sinkende Umsätze und Erträge.
Vielen Konsumgüterproduzenten gelang es, die Herstellung von Produkten mit Markennamen, die zu DDR-Zeiten etabliert waren, auf einem niedrigen Umsatzniveau aufrechtzuerhalten, zum Beispiel wurden Ski von Germina oder Margarine der Marke Sonja im Jahr 2020 als Nischenprodukte weiterhin nachgefragt. Die Mitarbeiterzahlen der betreffenden Unternehmen gingen gegenüber der DDR-Epoche stark zurück.
Neben Produkten und Marken mit vergleichsweise geringer Nachfrage finden sich eine Reihe eingestellter Marken, so dass nur wenige Konsummarken mit DDR-Geschichte im Jahr 2020 noch weitverbreitet waren, darunter Fit-Spülmittel, Florena-Kosmetik, Köstritzer Schwarzbier, Rotkäppchen-Sekt, Spee-Waschmittel und Wuta-Kamille-Handcreme, wobei sich die ostdeutsche Lebensmittelindustrie mittlerweile als leistungsstarker Wirtschaftszweig etabliert hat. Gelegentlich übernahmen auch in „Westdeutschland“ lebende Erben von Familien, die von der DDR enteignet wurden, das ursprüngliche Familiengeschäft wieder auf. Dies gilt z. B. für den Glashütter Uhrenbetrieb.
Einige Konsummarken, wie der des Mineralölanbieters Minol, in Besitz von Unternehmen aus „Westdeutschland“ oder „Westeuropa“ werden nur spärlich verwendet, teilweise um die Markenrechte nicht verfallen zu lassen; andere Konsummarken wie ORWO werden für Zwecke genutzt, die mit der Produktion in der DDR nur indirekt zusammenhängen, im genannten Fall für die Website ORWO Net zur Bearbeitung von Fotografien, während die namengebenden ORWO-Filme aus der Filmfabrik Wolfen die einzigen Filme waren, die in der DDR produziert wurden. Als Besonderheit in der Nach-Wende-Zeit ist die offensiv vermarktete Weiterverwendung des in der DDR erfundenen Produktnamens Spee für Waschmittel durch die Henkel-Gruppe auszumachen, die in Werbespots auf den Spee-Produktionsort Genthin in Sachsen-Anhalt verwies, wo Henkel 1921 eine Produktionsstätte gegründet hatte. Nach der Jahrtausendwende begann der Rückzug Henkels aus Genthin, so dass Spee zu einem so genannten „Ost-Produkt“ wurde, das ausnahmslos aus Westdeutschland „kommt“.
Die fast vollständige Versorgung des Beitrittsgebiets vom Oktober 1990 durch Konsumgüter von Produzenten aus dem „Westen“ über Einzelhandelsunternehmen mit Sitz in „Westdeutschland“ war ein wesentlicher Grund für die unter „Wirtschaftliche Entwicklung“ geschilderten Probleme.

## Bilanz der Entwicklung 1990 – 2019
Aus Anlass des Auslaufens des Solidarpakts II am 31. Dezember 2019 bilanzierte der „Wirtschaftsdienst“ 2021: „Die gesamtwirtschaftliche Produktion hat sich in Ostdeutschland seit der Wiedervereinigung verdoppelt. Im Jahr 2019 erzielten die neuen Länder eine Wirtschaftsleistung (je Einwohner:in) von 69 % im Vergleich zu den alten Ländern. Vor 30 Jahren (1991) waren es nur 32 %.“ Der deutsche Staat habe getan, was er habe tun können. 2019 sei „erreicht worden, was zu erreichen war.“ Dass es de facto keine Gleichheit der Lebensverhältnisse in strukturstarken und strukturschwachen Regionen eines Staates gebe, sei, so der „Wirtschaftsdienst“, „normal“. Im Übrigen lägen 2021 die sechs kreisfreien Städte bzw. Landkreise Deutschlands mit dem niedrigsten Bruttoinlandsprodukt pro Einwohner inzwischen in den „alten Bundesländern“.